# Санта-Кроче-суль-Арно
Са́нта-Кро́че-суль-А́рно (итал. Santa Croce sull'Arno) — коммуна в Италии, располагается в области Тоскана, в провинции Пиза.
Население составляет 13 282 человека (2008 г.), плотность населения составляет 782 чел./км². Коммуна занимает площадь 17 км². Почтовый индекс — 56029. Телефонный код — 0571.
Покровительницей коммуны почитается святая Нина, известная в Италии как святая Кристиана, празднование 4 января.

## Демография
Динамика населения:

## Администрация коммуны
- Официальный сайт: http://www.comune.santacroce.pi.it/